# Терстон (округ, Вашингтон)
Округ Терстон (англ. Thurston County) — округ штата Вашингтон, США. Население округа на 2000 год составляло 207355 человек. Административный центр округа — город Олимпия.

## История
Округ Терстон основан в 1852 году.

## География
Округ занимает площадь 1882,9 км2.

## Демография
Согласно переписи населения 2000 года, в округе Терстон проживало 207 355 человек (данные Бюро переписи населения США). Плотность населения составляла 110,1 человек на квадратный километр.

## Известные уроженцы, жители
Аер, Элизабет (1897—1987) — архитектор Сиэтла.